# Cholet Agglo Tour 2025
La Cholet Agglo Tour 2025, quarantasettesima edizione della corsa, valida come evento dell'UCI Europe Tour 2025 categoria 1.1 e come terza prova della Coppa di Francia 2025, si svolse il 23 marzo 2025 su un percorso di 205 km, con partenza e arrivo a Cholet, in Francia. La vittoria fu appannaggio dello slovacco Lukáš Kubiš, il quale completò il percorso in 4h39'50", alla media di 43,955 km/h, precedendo il francese Benjamin Thomas e il danese Niklas Larsen.
Sul traguardo di Cholet 93 ciclisti, dei 142 partiti dalla medesima località, hanno portato a termine la manifestazione.

## Squadre e corridori partecipanti
| N.      | Cod. | Squadra                    |
| ------- | ---- | -------------------------- |
| 1-6     | DAC  | Decathlon AG2R La Mondiale |
| 11-17   | COF  | Cofidis                    |
| 21-27   | GFC  | Groupama-FDJ               |
| 31-36   | ARK  | Arkéa-B&B Hotels           |
| 41-47   | IWA  | Intermarché-Wanty          |
| 51-57   | TEN  | TotalEnergies              |
| 61-67   | BBH  | Burgos-Burpellet-BH        |
| 71-77   | EKP  | Equipo Kern Pharma         |
| 81-87   | EUS  | Euskaltel-Euskadi          |
| 91-97   | CJR  | Caja Rural-Seguros RGA     |
| 101-107 | TNN  | Team Novo Nordisk          |

| N.      | Cod. | Squadra                       |
| ------- | ---- | ----------------------------- |
| 111-117 | RKT  | Unibet Tietema Rockets        |
| 121-127 | WB2  | Wagner Bazin WB               |
| 131-137 | VBF  | VF Group-Bardiani CSF-Faizanè |
| 141-147 | PTV  | Team Polti VisitMalta         |
| 151-157 | AUB  | St Michel-Pref. Home-Auber93  |
| 161-167 | VRR  | Van Rysel-Roubaix             |
| 171-177 | UCN  | CIC-U-Nantes                  |
| 181-187 | NMC  | Nice Métropole Côte d'Azur    |
| 191-197 | BPC  | BHS-PL Beton Bornholm         |
| 201-206 | BAI  | Bike Aid                      |

## Ordine d'arrivo (Top 10)
| Pos. | Corridore         | Squadra   | Tempo    |
| ---- | ----------------- | --------- | -------- |
| 1    | Lukáš Kubiš       | Unibet    | 4h39'50" |
| 2    | Benjamin Thomas   | Cofidis   | s.t.     |
| 3    | Niklas Larsen     | BHS       | a 3"     |
| 4    | Andreas Stokbro   | Unibet    | a 8"     |
| 5    | Filippo Magli     | VF Group  | s.t.     |
| 6    | Giovanni Lonardi  | Polti     | s.t.     |
| 7    | Maël Guégan       | CIC       | s.t.     |
| 8    | Cyril Barthe      | Groupama  | s.t.     |
| 9    | Romain Cardis     | St Michel | s.t.     |
| 10   | Xabier Berasategi | Euskaltel | s.t.     |